# Berklee College of Music

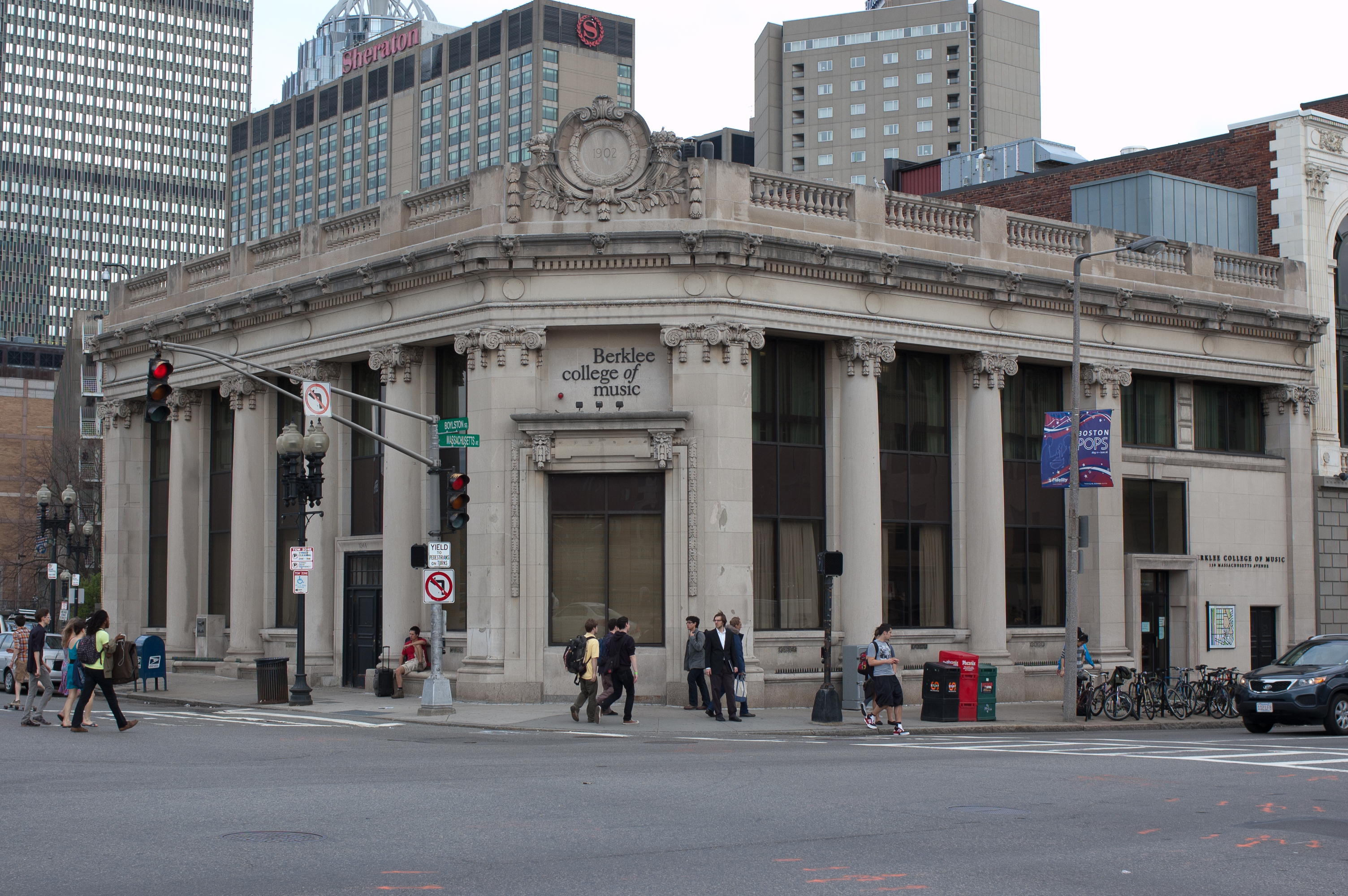

Berklee College of Music, fondată în anul 1945, este cea mai mare universitate privată de muzică din lume. Cunoscut pentru studiul jazz-ului și muzicii moderne din America , oferă și cursuri la nivel universitar într-o gamă largă de stiluri contemporane și istorice, inclusiv rock, hip hop, reggae, salsa, heavy metal și bluegrass . Studenții Berklee au câștigat 294 premii Grammy, mai mult decât oricare altă universitate și 95 de premii Latin Grammy . Situat în Boston, Massachusetts, are mai multe facultăți, personal, studenți și artiști vizitatori de seamă. Aproximativ 3.800 de studenți studiază aici în fiecare an (date din 2011). 
Berklee College of Music nu trebuie confundat cu campusul Universității din California, Berkeley. 

## Istorie
Berklee a fost fondată de către Lawrence Berk și inițial numele său era Schillinger House of Music, în onoarea profesorului Joseph Schillinger . Scopul inițial al școlii era de a preda Sistemul Schillinger armonic și de compoziție muzicală . După extinderea curriculumului școlii în 1954, Berk a schimbat denumirea instituției în Berklee School of Music, în onoarea fiului său Lee Berk  și ca punct în numele celebrei Universități din California, Berkeley (Studenților le e adesea greu să le explice oamenilor că Berklee College of Music și Universitatea din California, Berkeley sunt lucruri diferite.) Când școala a primit acreditarea, în anul 1973, numele a fost schimbat în Berklee College of Music. Lee Berk nu a studiat niciodată formal muzica - de fapt a absolvit Dreptul și Știința Afacerilor. Totuși, fiica ei, Lucy Berk, este studentă a acestei școli. 
În momentul în care a fost fondată, aproape toate școlile de muzică se axau, în principal, pe studiul muzicii clasice. Misiunea inițială a lui Berklee a fost să ofere instruire muzicală în jazz, rock și alte stiluri de muzică contemporană care nu erau disponibile în cadrul celorlalte școli de muzică. 
În cazul celor care doresc admiterea în cadrul școlii, Berklee evaluează atât traiectoria academică, cât și cea profesională a candidatului, ulterior, respectivul candidat trebuind să dea o audiție și un interviu oral . Media de promovabilitate printre cei care se prezintă la admitere, este 15%. 
În februarie 2006, mai mulți studenți s-au alăturat și au organizat primul club oficial de atletism Berklee, o echipă de hochei. Echipa de hochei Berklee a sperat să joace în Liga de hochei senior din New England în sezonul 2006-2007, și în American Collegiate Hockey Association (ACHA) în sezonul 2007-2008. Echipa joacă în Rockland și West Roxbury. 

## Statistici și demografie

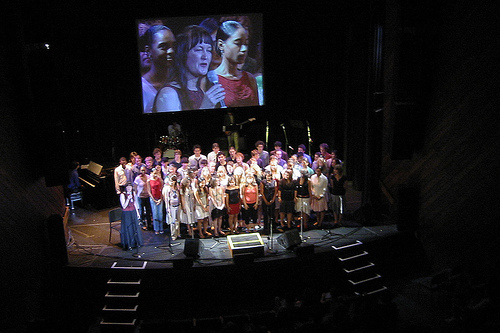
Un spectacol în cadrul instituției.

Începând cu anul 2013-2014, numărul total de înscriși la Berklee a fost de 4.402 de studenți. Dintre studenții înscriși la nicelul de licență, 29% erau femei, 11% erau afro-americani și 10% erau hispanici. Cu 40% dintre studenții non-americani, Berklee are cel mai mare procent de studenți străini, reprezentanți a peste 70 de țări. Cele 8 țări care contribuie cu cei mai mulți studenți străini sunt Coreea, Japonia, Mexic, Republica Dominicană, Spania, Franța, Italia și Brazilia. Actualul președinte, Roger H. Brown, a fost desemnat în anul 2004. Pe lângă studenții care participă la campusul Berklee din Boston, în anul universitar 2012-2013, aproximativ 5.000 de studenți au luat cursuri online prin Berklee Online 
Berklee oferă trei semestre anuale complete de patru luni: toamna, primăvara și un program accelerat de 12 săptămâni vara. (Comparativ cu semestrele de patru luni din toamnă și primăvară). De asemenea, oferă nenumărate programe de vară pentru studenți de toate vârstele, începând cu vârsta de 15 ani în sus. S-a deschis recent programul de studiu online, unde materialul este livrat pe internet 

## Clădiri
- 18 clădiri din sectorul Back Bay din orașul Boston.
- 3 cămine rezidențiale în Back Bay și Fenway-Kenmore.
- O clădire cu săli de repetiție din Allston-Brighton.

## Diplome universitare oferite

### MP & E
Producție și Inginerie muzicală, adică creație și producție în înregistrarea muzicală. 
Admiterea este rezervată studenților care demonstrează cea mai mare probabilitate de succes în program și în practică . Criteriile de admitere includ abilități muzicale demonstrate (în timpul instruirii la Berklee College și / sau la alte școli de muzică); „performanță” și / sau experiență scriind și compunând; realizări academice la nivel secundar și universitar; abilități de comunicare (scrise și orale); experiență anterioară în înregistrare sau producție și un interviu în timpul procesului de admitere. 
Nu este necesară o medie anume (GPA) pentru a aplica pentru MP&E (cariera de inginerie de sunet în Berklee este numită MP&E) (producție muzicală și inginerie). Cu toate acestea, datorită naturii competitive a programului, cei mai mulți studenți acceptate intră cu un GPA de peste 3.0. În plus, toți studenții acceptați trebuie să păstreze un minim în CCGPA (concentrat acumulat de GPA) egal sau mai mare de 2,7 pentru a rămâne în program. Pentru anul școlar 2017-2018, rata de acceptare pentru Berklee College of Music Boston a fost de 57% , pentru Conservatorul Boston a fost de 38% , iar pentru Berklee Online a fost de 66% . 

## Institute
De asemenea, Universitatea are în subordine și Mediterranean Music Institute (MMI). 

## Linkuri externe
- Site web oficial